# Verticale structuur
Een verticale structuur is een structuur binnen een studentenvereniging die leden uit verschillende jaren omvat. Dit in tegenstelling tot een horizontale structuur (de jaarclub), die slechts leden uit 1 jaar omvat.

## Dispuut
Een dispuut is een belangrijk voorbeeld van een verticale structuur. Disputen omvatten meestal tussen de 10 en 20 personen uit verschillende jaren; de meeste zijn ongemengd, maar gemengde disputen komen ook voor. Weliswaar is hun voornaamste doel gezelligheid, maar het is gebruikelijk dat ze een bepaald thema uitdragen. Men kan van de meeste disputen slechts lid worden door door een bestaand lid te worden geïntroduceerd of voorgedragen. Na een aantal kennismakingsrondes waarin een aantal kandidaten afvallen, volgt de ontgroening en de inauguratie. Na het afstuderen wordt men alumnus van het dispuut. Sommige disputen zijn tientallen of zelfs meer dan 100 jaar oud en kennen een zeer uitgebreid alumninetwerk.

## Commissie
Een commissie is een groep leden die binnen de vereniging een bepaalde taak verricht. Uiteraard zijn de leden hierin meestal van meerdere jaren, hoewel in sommige commissies slechts derde- of vierdejaarsleden zitting mogen nemen. Voorbeelden zijn de debiteurencommissie die de rekeningen van de rekeningdrinkers bewaakt, de barcommissies die achter de bar staan, de introductietijdcommissie die de introductietijd plant, en de rechterlijke commissie die naleving van de verenigingsregels bewaakt.

## Genootschap
Een genootschap is een groep leden die zich op vrijblijvender wijze organiseert dan de jaarclubs en disputen. Hun doelstelling is vaak ludiek, en hun activiteiten beperken zich meestal tot een vermelding in het jaarboek. Genootschappen zijn ongemengd.

## Verticale
Een verticale of jaarclubverticale is een grotere groepering binnen een studentenvereniging. In een verticale zit een jaarclub van elk jaar. Verticalen zijn gerelateerd aan prominentie, en zijn ongemengd.

## Familie
Families zijn ontstaan uit de familiedagen. Tijdens de introductietijd was er een dag waarop groepjes ouderejaars leden en aspiranten een dag lang leuke dingen gingen doen. De leden waren "de mama's en de papa's", en de aspiranten waren zogezegd hun "kinderen". Vaak hield men na de introductietijd contact en speelde men het jaar daarop opnieuw "mama en papa" voor nieuwe aspiranten. Zo ontstonden (losse) verticale structuren die het echter in de loop der tijd hebben moeten afleggen in de concurrentie met jaarclubs en disputen. Toch hebben veel verenigingen nog een familiedag (niet te verwarren met ouderdag). Families komen nog wel veel voor tijdens de introductietijd van universiteiten en hogescholen.